# 21 Buttons
21 buttons és una empresa i una xarxa social especialitzada en moda, creada l'any 2015, per Marc Soler i Jaime Farrers, per tal de compartir imatges dels seus usuaris i usuàries, a través d'una aplicació i una web gratuïta. Les persones amb un compte registrat poden, des del seu perfil, compartir fotografies de les seves vestimentes (outfits), descobrir nous estils, combinar-los, etc. i, a més, comprar roba o guanyar diners. L'any 2019 l'empresa es va plantejar començar a usar, en el futur, el vídeo i la intel·ligència artificial. El 2019, l'ús de la xarxa a Europa s'havia estès per diversos països —Alemanya, Àustria, Bèlgica, Espanya, França, Itàlia i Regne Unit— i s'estava obrint el mercat a d'altres països no europeus, com ara, Brasil, Mèxic, Rússia i Turquia, amb l'objectiu de continuar creixent internacionalment.